# Grup mòbil Beta Pictoris
El grup mòbil Beta Pictoris és un grup jove d'estrelles mòbils situat relativament a prop de la Terra. Un grup mòbil, en astronomia, és un grup d'estrelles que comparteixen un moviment en comú en l'espai i el seu origen. Aquest grup mòbil està anomenat així per Beta Pictoris.
El grup mòbil Beta Pictoris és un objecte important per a l'estudi astronòmic, ja que és el grup d'estrelles més proper a la Terra. L'estrella Beta Pictoris és coneguda per tenir un gran disc de gas i pols i possiblement un disc protoplanetari. També hi ha proves d'un planeta gegant de gas jove al voltant d'aquesta estrella. L'edat i la distància del grup el converteix en un candidat per detectar planetes extrasolars.

## Elements del grup
El grup mòbil Beta Pictoris està format per 17 sistemes estel·lars, comprenent en total 28 estrelles, incloent-hi nanes marrons. El nucli del grup està a aproximadament 115 anys llum de la Terra, i té una edat mitjana d'entre 10 i 30 milions d'anys.
La majoria del grup és fred i format per estrelles de classe fosca K i M. La majoria no són visibles a simple vista. Les parts que són visibles a simple vista són:
- Beta Pictoris
- Eta Telescopii
- 51 Eridani
- HD 203
- HD 146624
- HD 165189
- HD 172555
- Beta Trianguli Australis
- Kappa Fornacis

La part visible del grup cobreix una regió d'espai visible només a l'hemisferi sud, i reposa a les constel·lacions Eridà, Llebre, Cavallet de Pintor, Escorpió, Constel·lació del Forn, Triangle Austral i la Constel·lació del Telescopi.

## Descobriment
Una edat aproximada per a l'estrella Beta Pictoris és d'aproximadament 10 milions d'anys, però aquesta dada és problemàtica degut a l'aïllament aparent que té en l'espai. Conforme a la teoria actual de l'evolució estel·lar, les estrelles extremadament joves d'aquesta edat haurien d'estar situades a prop d'altres estrelles joves que s'haguessin format a la mateixa regió d'espai. No és sinó fins molt més tard, que les interaccions gravitacionals amb altres estrelles causessin les estrelles germanes que es van dispersar.
El 1999, la situació es va resoldre amb el descobriment d'un parell de nanes roges dèbils que tenien una velocitat semblant a β Pictoris, donant crèdit a l'edat estimada de l'estrella.
Més resultats es van publicar el 2001 amb la identificació de 17 sistemes estel·lars, amb un moviment i una edat similar al grup mòbil Beta Pictoris, anomenats per l'element principal de cada sistema.